# George Akiyama

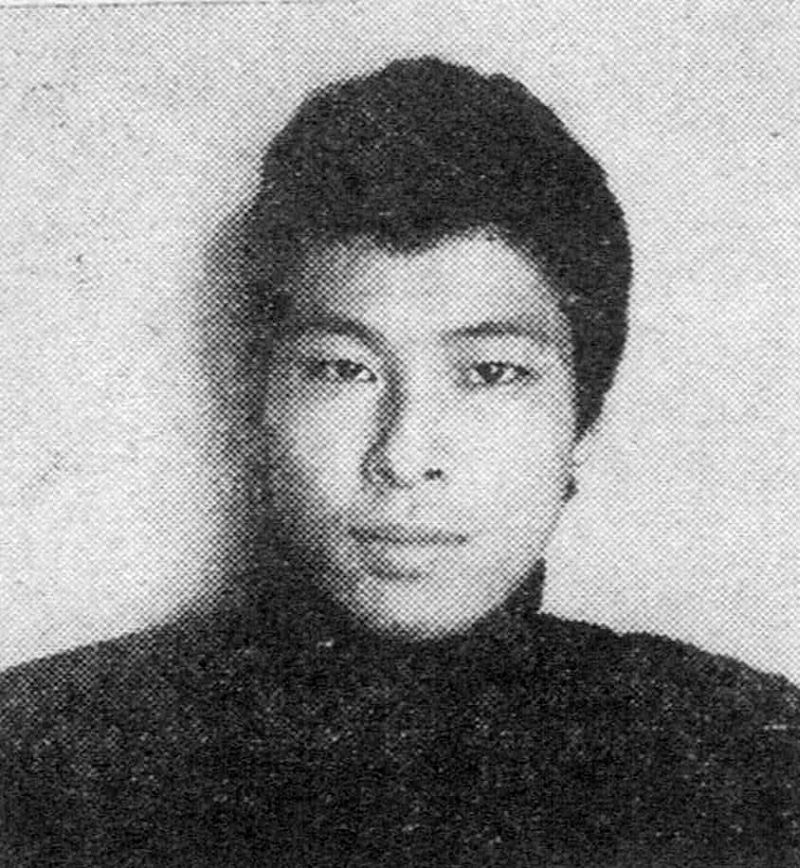
George Akiyama in 1967

George Akiyama (ジョージ秋山, Joji Akiyama, geboren als Yuji Akiyama (秋山 勇二)), (Ashikage, 27 april 1943) is een Japans mangaka. Hij staat bekend voor zijn gebruik van controversiële onderwerpen. Hij heeft twee broers en twee zussen. Zijn vader was van Koreaanse afkomst en maakte kunstbloemen als beroep.

## Carrière
Akiyama zette zijn middelbare studies stop. Hij verhuisde naar Tokio om er mangaka te worden. Na een korte periode als boekenverkoper, werd hij de assistent van Kenji Morita. Hij debuteerde in 1966 met de humoristische manga Gaikotsu-kun, welke werd uitgegeven in Bekkan Shonen Magazine. In 1970 schokte hij zijn lezers met het werk Ashura. Vanwege een scène waarin een uitgehongerde vrouw haar eigen kind tracht op te eten, werd het volume van 2 augustus 1970 van het Weekly Shonen Magazine waarin de strip stond, verbannen in verscheidene regio's in Japan. Hierdoor werd Akiyama een berucht figuur in de manga industrie.
Akiyama zette zijn carrière verder met de titel Kokuhaku, welke vanaf 1971 werd uitgegeven in Weekly Shonen Sunday. Deze manga had een ongewoon formaat: elke week biechtte Akiyama iets op (zo is er bijvoorbeeld een hoofdstuk waarin hij beweert een moord gepleegd te hebben), om in het hoofdstuk de week erop toe te geven dat hij gelogen had. In datzelfde jaar zette Akiyama al zijn lopende reeksen plots stop om op zijn eentje te reizen doorheen Japan. Drie maanden later begon hij aan de publicatie van Bara no Sakamichi, welke in 1971 in Weekly Shonen Jump werd uitgegeven.
In 1973 begon Akiyama aan Haguregumo in Big Comic Original. Hij won er de Shogakukan Manga-prijs voor. De reeks loopt reeds meer dan dertig jaar. Hij bestaat uit meer dan tachtig volumes. Toei Animation verwerkte het verhaal tot een anime in 1982.
Met de werken Hakuai no Hito en Sutegataki Hitobito, welke beiden in het tijdschrift Big Gold werden uitgegeven, nam Akiyama een meer filosofische draai in zijn oeuvre. Hij werkte ook mee aan een mangaversie van de Bijbel, welke in 2005 werd uitgegeven door Gentosha. In datzelfde jaar gaf hij An Introduction to China: A Study of Our Bothersome Neighbors (マンガ中国入門 やっかいな隣人の研究, Manga Chugoku Nyumon: Yakkai na Rinjin no Kenkyu) uit. Dit was een bijzonder controversiële manga waarin het Chinese volk wordt uitgebeeld als geobsedeerd door kannibalisme en prostitutie. Ook ontkent het werk het plaatsvinden van het Bloedbad van Nanking. Het boek werd een bestseller in Japan.

## Werkselectie
| Titel                                            | Jaar      | Uitgaven                                                                              |
| ------------------------------------------------ | --------- | ------------------------------------------------------------------------------------- |
| Patman X (パットマンX, Pattoman X)               | 1967–1968 | 5 volumes, Weekly Shonen Magazine, Kodansha Winnaar van de Kodansha Jido Manga Prijs. |
| Derorinman (デロリンマン)                        | 1969–1970 | 2 volumes, Weekly Shonen Jump, Shueisha                                               |
| Horafuki Dondon (ほらふきドンドン)               | 1969–1970 | 5 volumes, Weekly Shonen Magazine, Kodansha                                           |
| Ashura (アシュラ)                                | 1970–1971 | 3 volumes, Weekly Shonen Magazine, Kodansha                                           |
| Zeni Geba (銭ゲバ)                               | 1970–1971 | 5 volumes, Weekly Shonen Sunday, Shogakukan                                           |
| Kokuhaku (告白)                                  | 1971      | 1 volumes, Weekly Shonen Sunday, Shogakukan                                           |
| Bara no Sakamichi (ばらの坂道)                   | 1971–1972 | 3 volumes, Weekly Shonen Jump, Shueisha                                               |
| The Moon (ザ・ムーン)                            | 1972–1973 | 4 volumes, Weekly Shonen Sunday, Shogakukan                                           |
| Haguregumo (浮浪雲)                              | 1973-2017 | 112 volumes, Big Comic Original, Shogakukan                                           |
| Hana no Yotaro                                   | 1974–1979 | 15 volumes, Weekly Shonen Champion                                                    |
| Derorinman                                       | 1975–1976 | 3 volumes, Weekly Shonen Magazine, Kodansha Herwerking van de 1969 manga.             |
| Bonkura Doshin                                   | 1976–1977 | 4 volumes, Weekly Shonen Magazine, Kodansha                                           |
| Gyara                                            | 1979–1981 | 8 volumes, Shonen King                                                                |
| Pink no Curtain                                  | 1980–1984 | Deel 1: 15 volumes, Deel 2: 6 volumes, Weekly Manga Goraku                            |
| Chojin Haruko                                    | 1982–1984 | 3 volumes, Weekly Morning                                                             |
| Kaijin Gonzui                                    | 1984      | 1 volumes, Weekly Shonen Jump                                                         |
| Koiko no Mainichi                                | 1985–1992 | 32 volumes, Weekly Manga Action                                                       |
| Kudoki-ya Joe                                    | 1986–1987 | 4 volumes, Big Comic Superior                                                         |
| Lovelin Monroe                                   | 1989–1993 | 13 volumes, Young Magazine                                                            |
| Onnagata Kisaburo                                | 1993–2002 | 7 volumes, Big Comic Original Sokan                                                   |
| Hakuai no Hito                                   | 1993–1996 | 8 volumes, Big Gold                                                                   |
| Dobugero-sama                                    | 1995–1996 | 1 volume, Monthly Shonen Gangan                                                       |
| Sutegataki Hitobito                              | 1996–1999 | 5 volumes, Big Gold                                                                   |
| Ikinasai Kiki                                    | 2001–2002 | 4 volumes,                                                                            |
| WHO are YOU                                      | 2002      | 1 volume, Big Comic Original Sokan                                                    |
| Manga Chugoku Nyumon: Yakkai na Rinjin no Kenkyu | 2005      | Uitgegeven door Asukashinsha.                                                         |